# Знаменский монастырь (Марсена)
Монастырь в честь иконы Божией Матери «Зна́мение» (фр. Monastère féminin Notre-Dame-du-Signe или фр. Monastère orthodoxe de l'icône de la Mère de Dieu Znaménié) — православный женский монастырь Корсунской епархии, расположенный в местечке Траверс у коммуны Марсена в департаменте Канталь во Франции.

## История
Монастырь основан в 17 февраля 1988 года в местечке Траверс в 80 км к югу от города Клермон-Ферран и в 500 км от Парижа по благословению Экзарха Московского Патриархата в Западной Европе митрополита Владимира (Сабодана).
В монастыре при поддержке игумена Варсанофия (Феррье), духовника обители, был построен новый каменный храм, освящённый 10 августа 1996 года епископом Корсунским Гурием (Шалимовым) в честь Всех Святых.
В монастыре хранится необычная икона, написанная художницей С. А. Раевской-Оцуп под руководством сестры Иоанны (Рейтлингер), по мотивам считающейся утраченной вышивки монахини Марии (Скобцовой). На иконе Божия Матерь обнимает Младенца Христа, уже распятого на кресте.
Возглавляет монашескую общину монахиня Анастасия.